# DRBI 10雷達
DRBI 10雷達是法國於1958年開始研發製造的水面艦艇用測高雷達（即專門用來測量目標高度），天線在垂直方向上快速的的發射波束偵測目標。主要配屬於法國海軍的航空母艦上。此外，1968年法國又推出陸上機動衍生型編號TRS 2200，被稱為鬥牛士（Picador）雷達，對戰鬥機大小目標的有效偵測距離據稱為100到140海浬（180到252公里）。